# 3D Gamestudio
3D Gamestudio（3D Gamestudio）は、Conitec Datasystemより開発された、Windows環境のためのリアルタイム3Dオーサリングソフト（ゲーム開発環境）である。

## 特徴
3D Gamestudioは『3D HUNTING』、『USA BASS』、『Great Clips Racing』および『3D Driving Academy』を含む多くの海外製ゲームやアプリケーションで採用された。他のエンジンと比べライセンス料が非常に安価であり、また開発が比較的容易なため、現在では、教育機関での実習用や研究成果のプレゼンテーション用など3Dのリアルタイムレンダリングに関わる幅広い分野に利用されている。ネットワーク通信機能を備えており、MMORPGでは『DEEP FIELDS』などが開発されている。
3D Gamestudioのコア部分はDirectX用の各種機能を備えたゲームエンジンDLLからなり、プログラミングは、そのDLLが提供する機能を利用することが中心となる。標準のコンパイラとしてAnsiC準拠の「Lite-C」が付属しており、通常はC言語でのプログラミングとなるが、DLL利用であるため、他の言語でプログラミングすることもできる。なお、他言語でのSDKとしては、VC++とDelphiが存在する。
3D Gamestudioがオーサリングソフトをうたっているのは、先述のゲームエンジンに加え、コンパイラ、言語エディタ、モデルエディタ、レベルエディタなどがセットになっている点である。これは、サードパーティ製のソフトウェアの購入を抑えることが出来るという点から、低予算でのゲーム開発目指す個人や中小のゲームベンダに支持される理由の一つとなっている。欧米ユーザのコミュニティ層が厚く、かなり頻繁に改良が行われており、バージョンA7になってから、ネットワーク機能が強化されていることから、MMOG開発などの野心的なプロジェクトも数多く立ち上げられている。

## 採用されたゲームソフト一覧

### 3D Gamestudio A6
- 3D HUNTING
- USA BASS
- Great Clips Racing

### 3D Gamestudio A7
- DEEP FIELDS